# Mikko Sipola
Mikko Sipola, född 19 maj 1978 i södra Finland, är en finlandssvensk musiker, känd för att ha vunnit den första säsongen av "The Voice of Finland" som sändes våren 2012. I samband med att han vann fick han även ett skivkontrakt med Universal Music. Han gav ut sitt första album, Making a Sound, senare i juli samma år.